# Jaworów (przystanek kolejowy)
Jaworów (ukr. Яворів) – przystanek kolejowy w miejscowości Jaworów, w rejonie kałuskim, w obwodzie iwanofrankiwskim, na Ukrainie.